# Le Légataire universel
Pour les articles homonymes, voir Le Légataire universel (homonymie).
Le Légataire universel est une pièce de théâtre en cinq actes et en vers écrite en 1708 par Jean-François Regnard. Elle est généralement considérée comme le chef-d’œuvre de cet auteur.
Représenté pour la première fois le lundi 9 janvier 1708, au Théâtre-Français, le Légataire universel connut un grand succès et eut vingt représentations.

## Personnages
- Géronte, l'oncle d’Éraste
- Madame Argante, mère d’Isabelle
- Éraste, amoureux d’Isabelle
- Isabelle, amoureuse d’Éraste
- Crispin, valet d’Éraste, amoureux de Lisette
- Lisette, servante de Géronte
- Monsieur Scrupule, notaire
- Monsieur Gaspard, notaire
- Monsieur Clistorel, apothicaire

## Sujet
Éraste a besoin, pour pouvoir épouser Isabelle, de l’héritage de Géronte qui compte laisser sa fortune à un neveu bas-normand et une nièce mancelle. Crispin, qui a besoin, quant à lui, de ce mariage pour pouvoir épouser Lisette, va se déguiser pour incarner successivement le neveu, la nièce auprès de Géronte, puis Géronte lui-même auprès de Monsieur Scrupule pour tester à la place de Géronte à l’article de la mort. Les choses se précipitent lorsque Géronte se remet et que le notaire se présente pour lui remettre son testament.